# قطار شهری ریو دو ژانیرو
قطار شهری ریو دو ژانیرو یا سوپرویا (پرتغالی: SuperVia) قطار شهری زمینی شهر ریو دو ژانیرو است.
این قطار شهری که در تاریخ ۱ نوامبر ۱۹۹۸ به بهره‌برداری رسیده ۲۵۲ کیلومتر طول و دارای ۱۰۰ ایستگاه می‌باشد و پس از متروی ریو دو ژانیرو دومین سیستم حمل‌ونقل عمومی در ریو دو ژانیرو است.

## نگارخانه

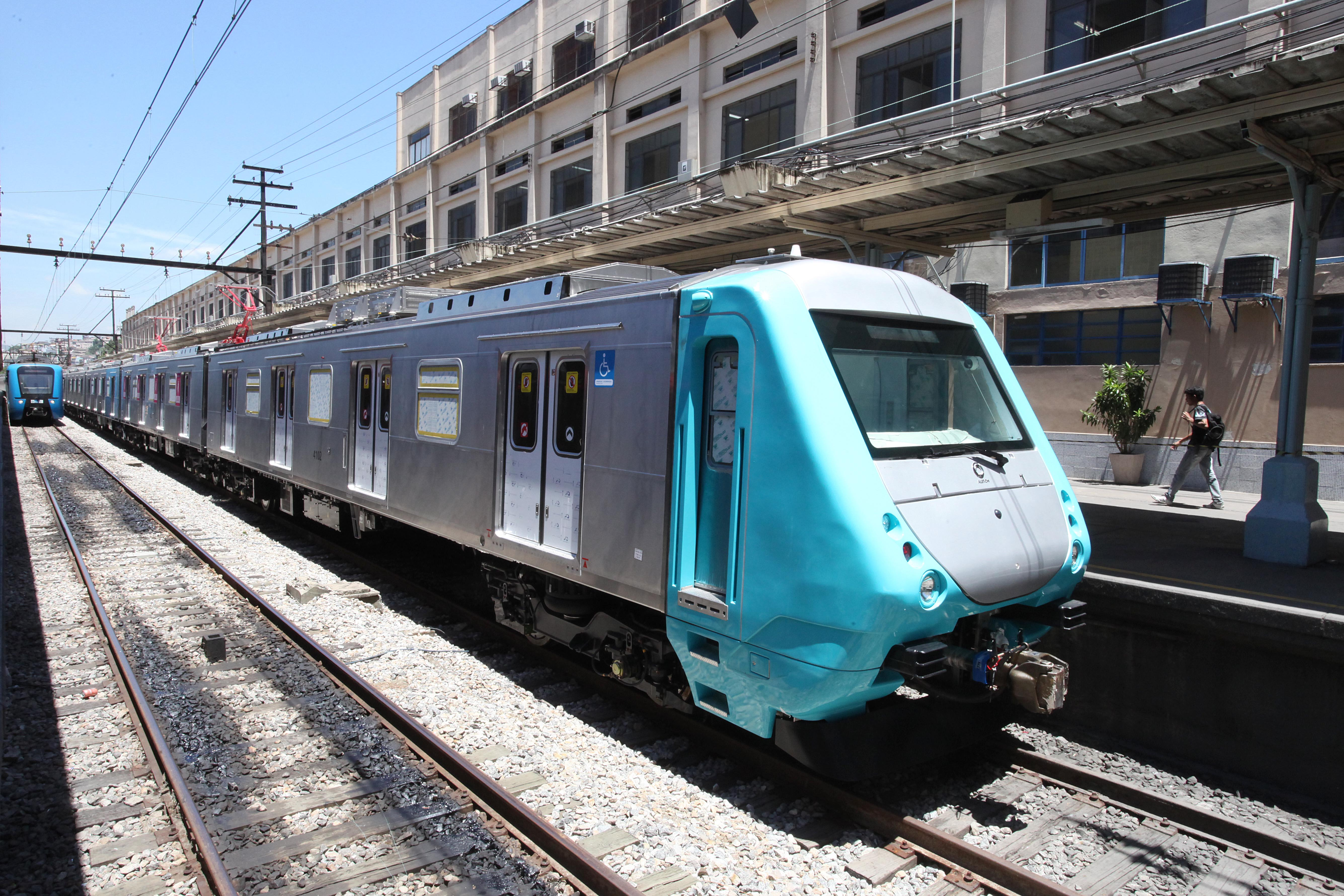
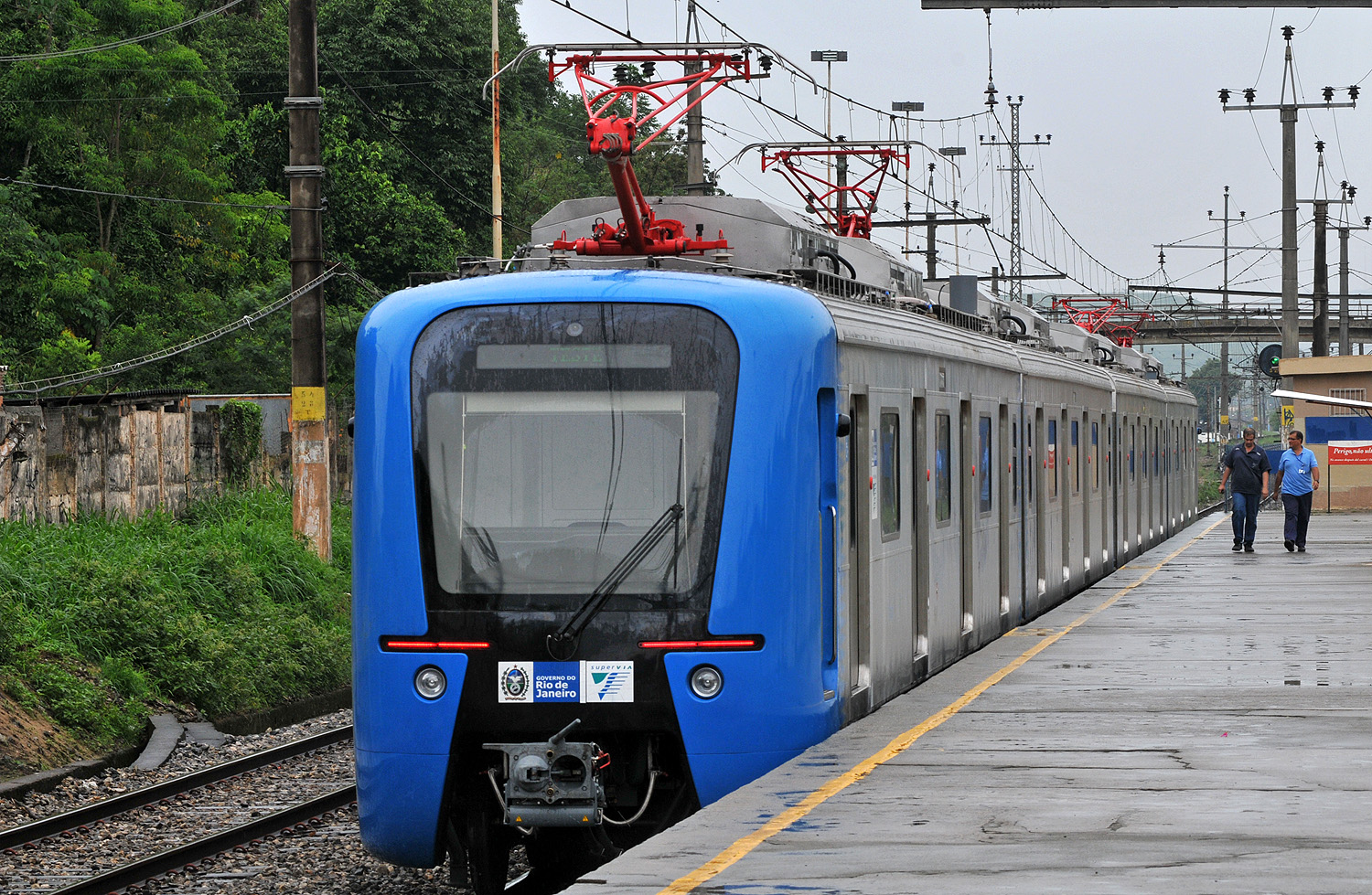
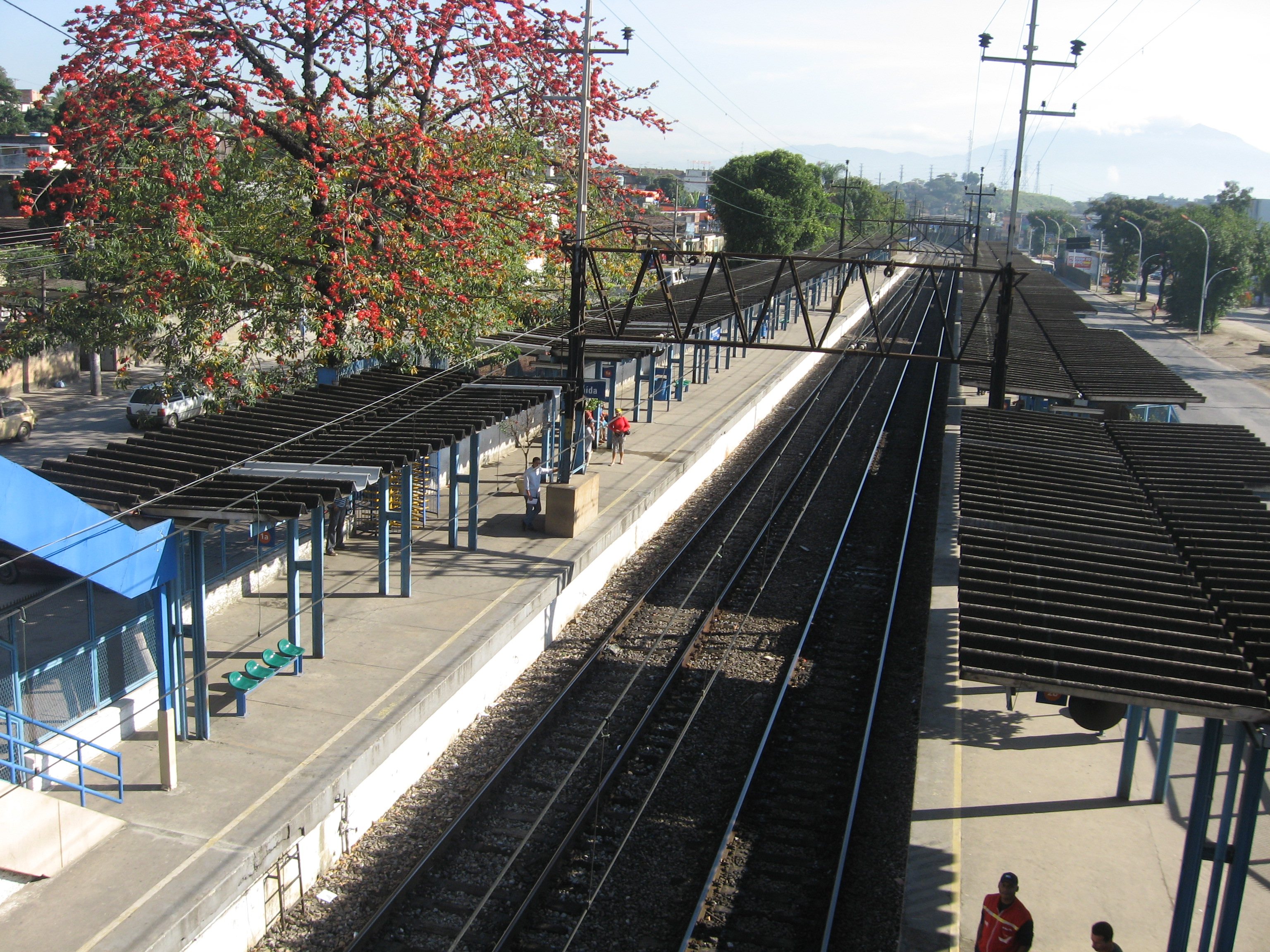
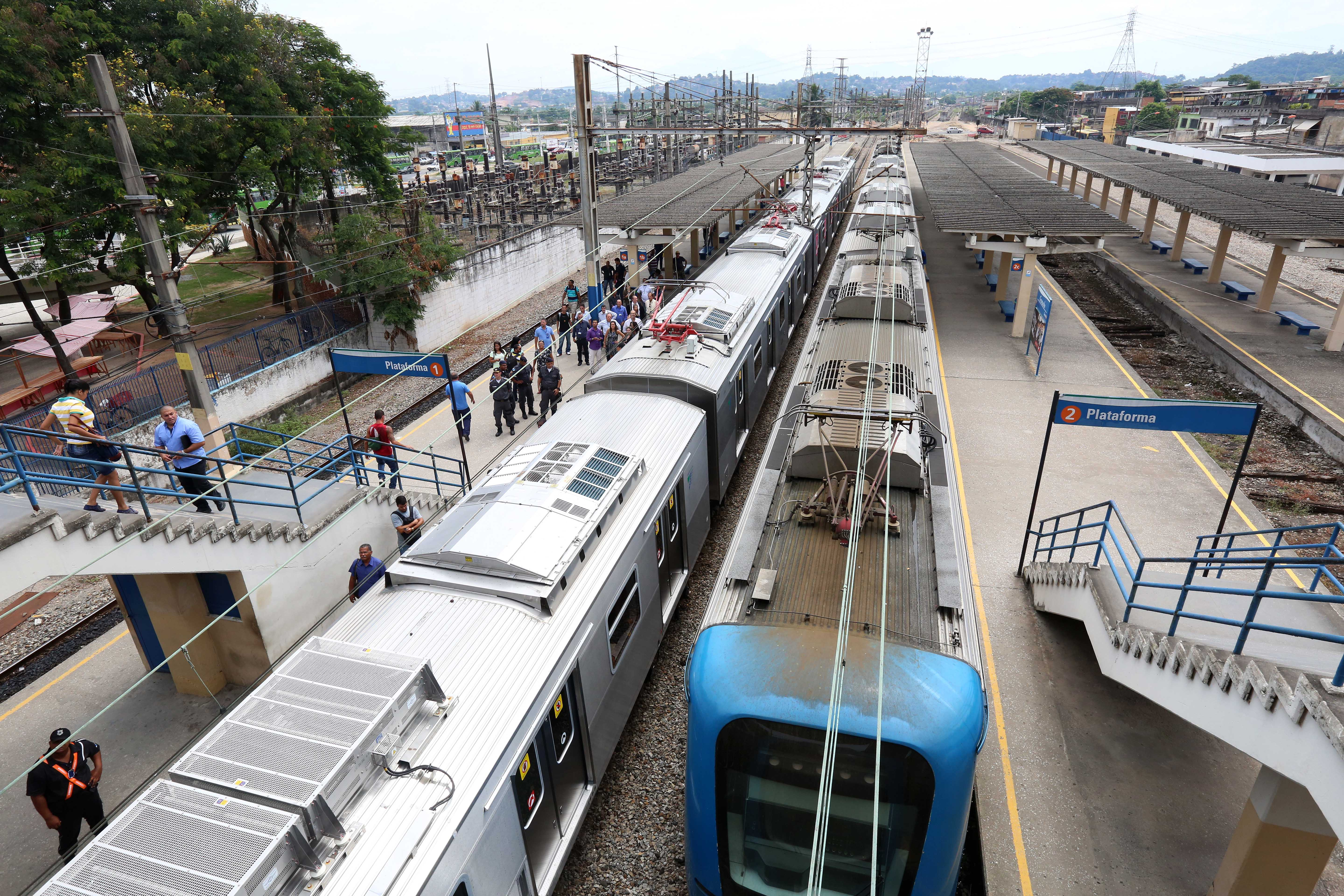

نقشه ایستگاه‌های قطار شهری ریو دو ژانیرو
